# Walenty Marchlewski
Walenty Marchlewski (ur. 14 lutego 1898 w Kurkorzu w powiecie wąbrzeskim, zm. 26 marca 1925 w Poznaniu) – podporucznik obserwator Wojska Polskiego, kawaler Orderu Virtuti Militari.

## Życiorys
Urodził się w rodzinie Walentego i matki z Pierzgalskich. 21 lipca 1917, po złożeniu matury w Gnieźnie, został powołany do służby w armii niemieckiej i przydzielony do 49 pułku piechoty. 24 czerwca 1917 roku został skierowany do szkoły lotniczej przy 2 Lotniczym Oddziale Zapasowym w Pile (niem. Fliegerersatz Abteilung Nr. 2). 21 lutego 1919, po zakończeniu działań wojennych, zgłosił się do służby w Armii Wielkopolskiej. Został przydzielony do Szkoły Lotniczej w Poznaniu, skąd został skierowany na I Kurs Oficerskiej Szkoły Obserwatorów Lotniczych w Warszawie. Kursu nie ukończył z powodu skierowania do Szkoły Podchorążych Piechoty w Warszawie, którą ukończył w styczniu 1920 roku z pierwszą lokatą.
W styczniu został skierowany na III kurs Oficerskiej Szkoły Obserwatorów Lotniczych, który ukończył w czerwcu i został przydzielony do 8 eskadry wywiadowczej jako obserwator. W czasie wojny z bolszewikami wykazał wielką odwagę i zaangażowanie.
Po zakończeniu działań wojennych ukończył jeszcze Szkołę Podchorążych Piechoty w Bydgoszczy. We wrześniu 1921 roku, przeniesiony został do rezerwy, ale z równoczesnym zatrzymaniem w służbie czynnej. Zweryfikowany w stopniu podporucznika ze starszeństwem z dniem 1 czerwca 1919 w korpusie oficerów aeronautycznych. W tym samym roku rozpoczął studia prawnicze na Uniwersytecie Poznańskim. W styczniu 1925 roku został przeniesiony z 1 do 3 pułku lotniczego w Poznaniu i przydzielony do 31 eskadry lotniczej.
Zginął 26 marca 1925 roku w wypadku lotniczym. Czekając na start na lotnisku został uderzony w głowę skrzydłem innego lądującego samolotu. Zginął na miejscu. Został pochowany na cmentarzu garnizonowym w Poznaniu.

## Ordery i odznaczenia
- Krzyż Srebrny Orderu Wojskowego Virtuti Militari nr 1707 – 8 kwietnia 1921[3][4]
- Krzyż Walecznych[5]
- Polowa Odznaka Obserwatora – pośmiertnie 11 listopada 1928 roku „za loty bojowe nad nieprzyjacielem w czasie wojny 1918-1920”[6]